# Randers Amt

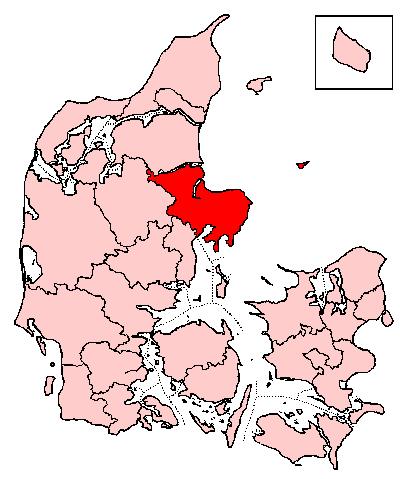
Lage des Randers Amt in Dänemark

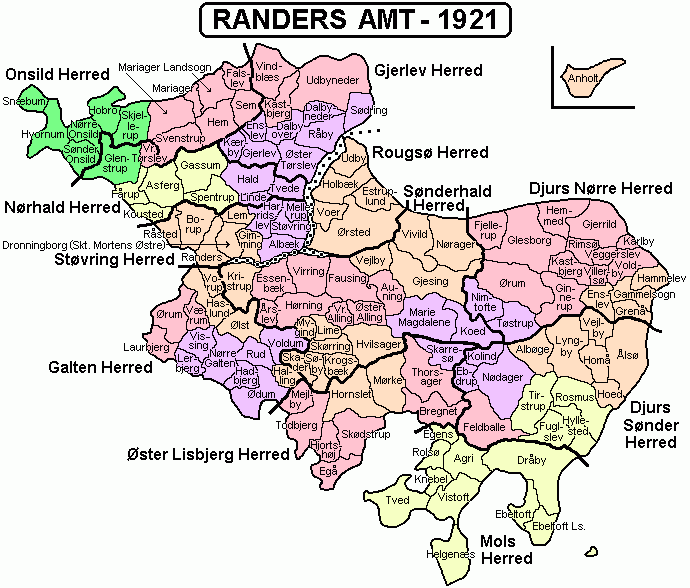
Randers Amt. Mit Grün sind die Gebiete markiert, die 1970 dem Nordjyllands Amt zugeschlagen wurden – die anderen Farben markieren die Gebiete der Kommunen, die 1970 gegründet und dem Århus Amt zugeschlagen wurden.

Randers Amt (benannt nach der Stadt Randers) wurde 1793 gegründet und war bis zur dänischen Kommunalreform zum 1. April 1970 eines der Ämter in Dänemark. Im Amtsgebiet lagen die Städte (dän.: købstad) Randers, Hobro, Mariager, Grenå und Ebeltoft sowie die folgenden Harden (dän.: herred).
- Djurs Nørre Herred
- Djurs Sønder Herred
- Galten Herred
- Gjerlev Herred
- Mols Herred
- Nørhald Herred
- Onsild Herred
- Rougsø Herred
- Støvring Herred
- Sønderhald Herred
- Øster Lisbjerg Herred

Randers Amt wurde 1970 mit dem Århus Amt zum „neuen“ Århus Amt zusammengelegt (ausgenommen Hobro und einige umliegende Kirchspiele, die ans Nordjyllands Amt gingen). Mit der Kommunalreform 2007 wurde das Gebiet Teil der Region Midtjylland.

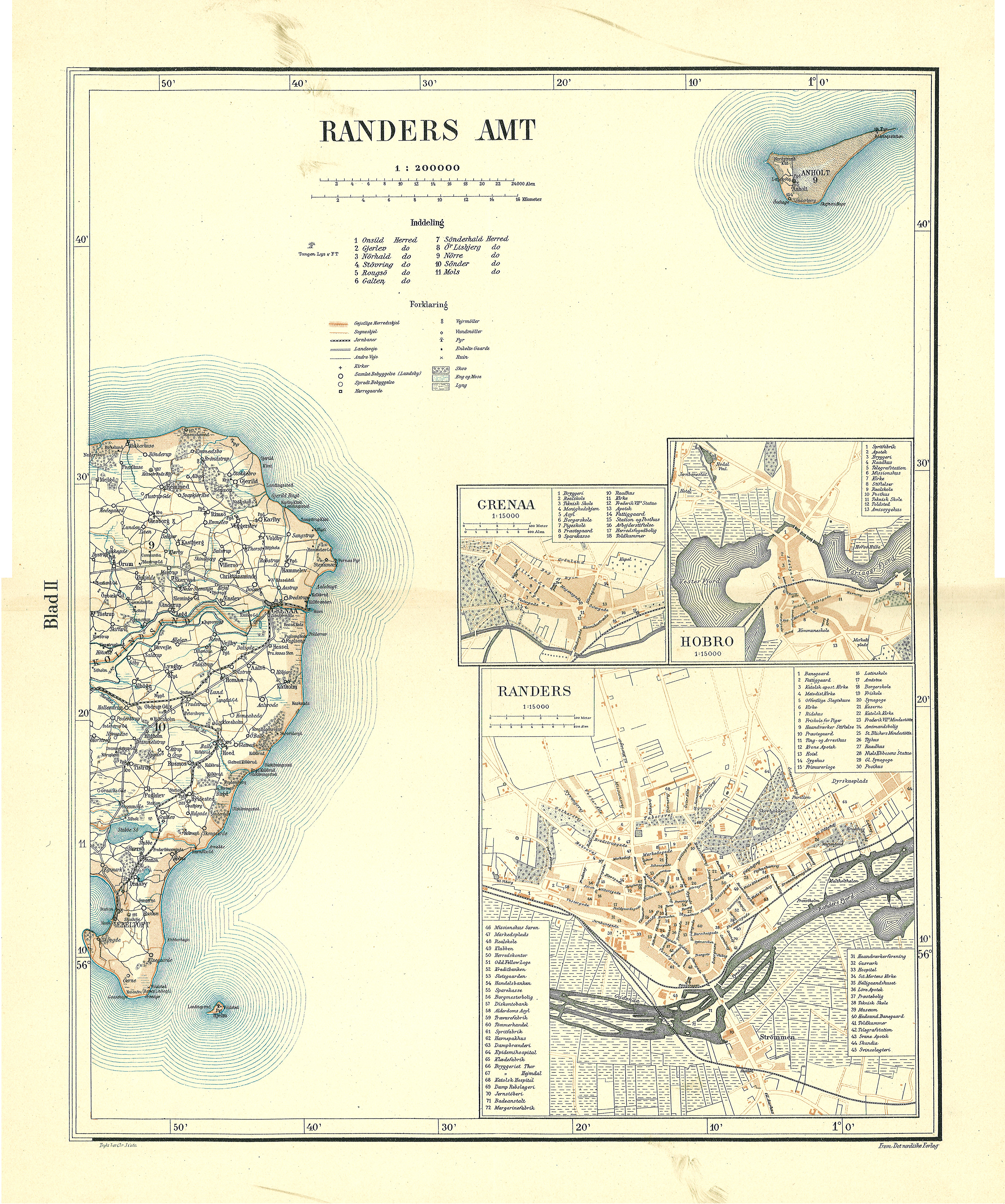
Der östliche Teil des Randers Amt mit Anholt, ca. 1900

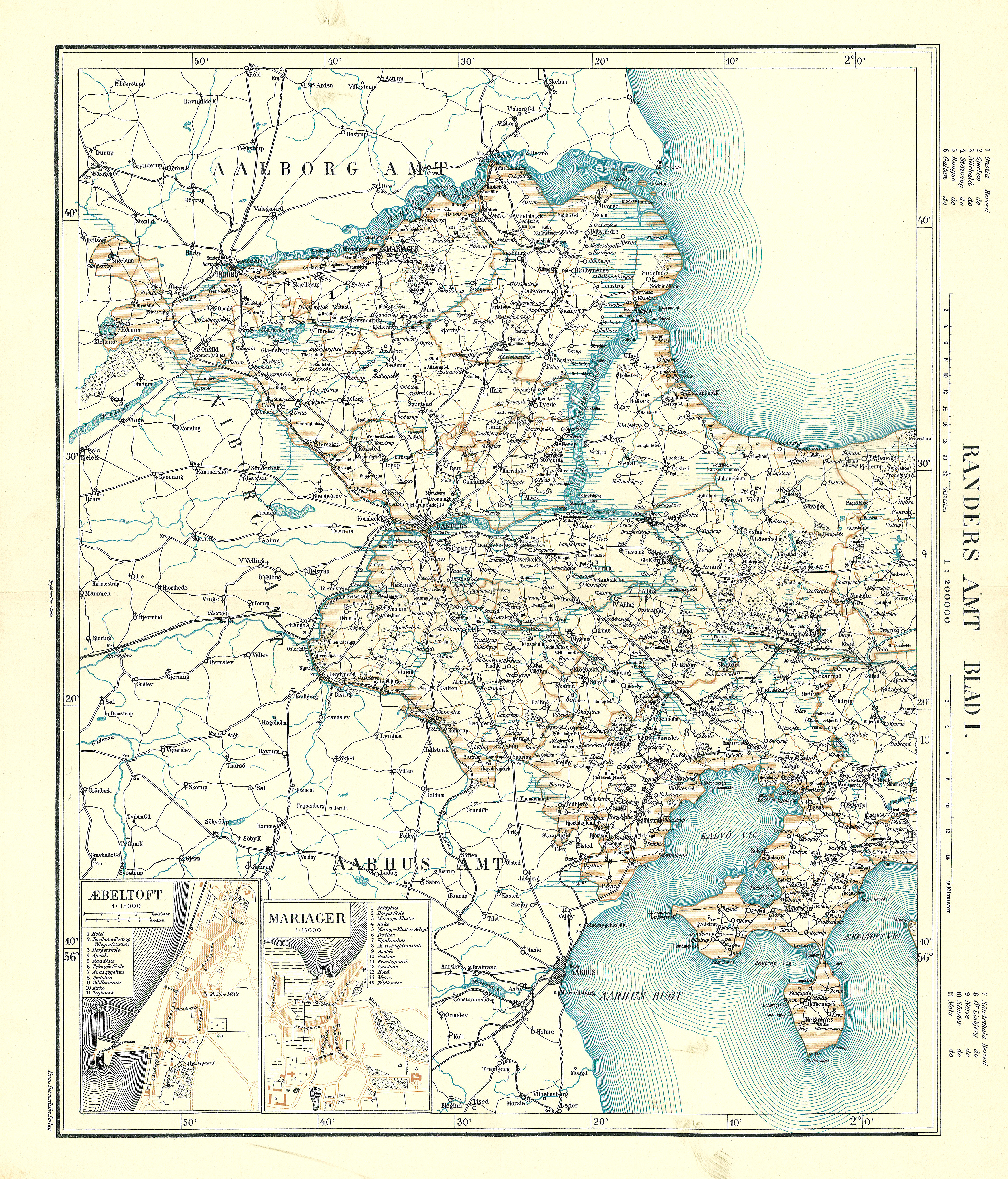
Der westliche Teil des Randers Amt, ca. 1900